# Jamie Timony
James „Jamie“ Timony (* 6. März 1987 in Aberdeen, Schottland) ist ein australischer Schauspieler und Musiker.

## Leben
Timony wurde in Aberdeen geboren, wuchs aber seit seinem ersten Lebensjahr an der australischen Gold Coast auf.
In der australischen Jugendserie H2O – Plötzlich Meerjungfrau (2006–2010) spielte er in allen drei Staffeln die Nebenrolle des Nate. Im Filmdrama The Hunter übernahm er 2011 die Rolle des Free. Im gleichen Jahr war Timony in Julia Leighs Erotikdrama Sleeping Beauty zu sehen. 2013 übernahm er in der Literaturverfilmung Spuren die Rolle des Bernard.
Später wandte er sich verstärkt der Musik zu und trat unter dem Pseudonym Mossy auf. Außerdem ist er in Bands und Projekten wie Ballet Imperial, These New South Wales und NOCON aktiv.
Timony ist seit dem Jahr 2008 mit der Schauspielerin Cariba Heine liiert. Er lebt in Sydney.

## Filmografie (Auswahl)
- 2006–2010: H₂O – Plötzlich Meerjungfrau (H2O: Just Add Water, Fernsehserie, 36 Episoden)
- 2006: Operating Instructions (Kurzfilm)
- 2006: All Saints (Fernsehserie, Episode 9x29)
- 2008: Blue Water High (Fernsehserie, Episode 3x12)
- 2010: Roadman
- 2011: Sleeping Beauty
- 2011: Im Auge des Sturms (The Eye of the Storm)
- 2011: The Hunter
- 2011: Wild Boys (Fernsehserie, 4 Episoden)
- 2012: Careless Love
- 2012: The Strange Calls (Miniserie, Episode 1x02)
- 2013: Spuren (Tracks)
- 2016: Hard Target 2
- 2019: The Naked Wanderer
- 2021: Clickbait